# Maria Vedin
Maria Vedin, född 1956 i Jokkmokks församling, är en svensk författare, språkvetare och krönikör.
Vedin är filosofie doktor i lingvistik. debuterade med diktsamlingen En grupp av ögonblick 1993. 2007 tilldelades hon 100 000 kr ur Albert Bonniers Stipendiefond för svenska författare för poesisamlingen Ge mig diesel. Hon är krönikör i Norrländska Socialdemokraten.

### Skönlitteratur
- 1993 - En grupp av ögonblick (lyrik)
- 1995 - Diktafon (lyrik)
- 1996 - Ett annat sätt att övervintra (novellsamling)
- 1997 - Den lila insidan (lyrik)
- 1998 - Sagor från en jordisk planet (novellsamling)
- 2001 - Handbok i galvaniska språk (lyrik)
- 2004 - Ännu är min ryggrad full av dig (lyrik)
- 2005 - Rummet med den gula solen (lyrik)
- 2007 - Ge mig diesel (lyrik)
- 2008 - Uppdrag Devi (prosa)
- 2009 - Tusen sätt att dö (lyrik)
- 2011 - På apornas planet (lyrik)
- 2013 - Måne över hyreshus (lyrik)
- 2014 - Leprakolonin (lyrik
- 2019 - Jag vet att du väntar på mig (lyrik)

### Facklitteratur
- 1995 - Archetypes in Wuthering Heights
- 2000 - Jokkmokk - Natur och kultur genom tiderna (faktabok)
- 2002 - Adverbials As Semantic and Pragmatic Operators

## Priser och utmärkelser
- 1996 – Rörlingstipendiet
- 2002 - Rubus Arcticus, Norrbottens läns landstings kulturpris i litteratur
- 2007 - Albert Bonniers Stipendium